# Scutellospora hawaiiensis
Scutellospora hawaiiensis är en svampart som beskrevs av Koske & Gemma 1995. Scutellospora hawaiiensis ingår i släktet Scutellospora och familjen Gigasporaceae.   Inga underarter finns listade i Catalogue of Life.